# Arcanator orostruthus
Arcanator orostruthus é uma espécie de ave da família Modulatricidae.
Pode ser encontrada nos seguintes países: Moçambique e Tanzânia.
Os seus habitats naturais são: regiões subtropicais ou tropicais húmidas de alta altitude.
Está ameaçada por perda de habitat.